# Il mistero del panino assassino
Il mistero del panino assassino è un film italiano del 1987, diretto da Giancarlo Soldi, tratto da un'idea di Enzo Lavagnini e Luciano Mattaccini.

## Curiosità
Il film uscì esclusivamente per il mercato dell'Home video in VHS dalla Playtime. L'ideazione e l'ingegnerizzazione di Ines è di Denis Santachiara  presentata per la prima volta alla Triennale di Milano nel 1986 sponsorizzato dalla Kartell, mentre la bocca e la voce sono di Gianna Coletto. All'inizio e alla fine del film si ascolta il brano My Oh My (dall'album The Amazing Kamikaze Syndrome, 1983) degli Slade. Nella scena di occultamento del cadavere si ascolta Paranoimia degli Art of Noise.